# Masia (Camós)
La Masia és una obra de Camós (Pla de l'Estany) inclosa a l'Inventari del Patrimoni Arquitectònic de Catalunya.

## Descripció
Construcció rural de planta rectangular i coberta de taula a dues vessants. Presenta parets portants de carreus irregulars i també de maçoneria. A les cantonades i al voltant de les obertures hi ha carreus ben tallats. Les finestres presenten ampit de pedra motllurada i la llosana dels balcons és del mateix material. L'edificació presenta diverses ampliacions que s'han anat afegint a la construcció originària. Les parets exteriors són parcialment arrebossades.

## Història
En una llinda hi figura el nom de Joan Prat i Moner i l'any 1633.
En el portal de la part superior, al pati figura l'any 1861.